# 格伦达尔站
格伦达尔站（丹麥語： 丹麥語發音：[ˈkʁɶnˌtæˀl stæˈɕoˀn]）现在是哥本哈根市郊铁路的一个车站。位于丹麦首都哥本哈根市万勒瑟区。 最初的站名为“戈特霍布路站”。因戈特霍布路很长导致无法通过站名判断车站所在地，因而在1996年9月26日改名为现站名“格伦达尔站”。

## 图片集

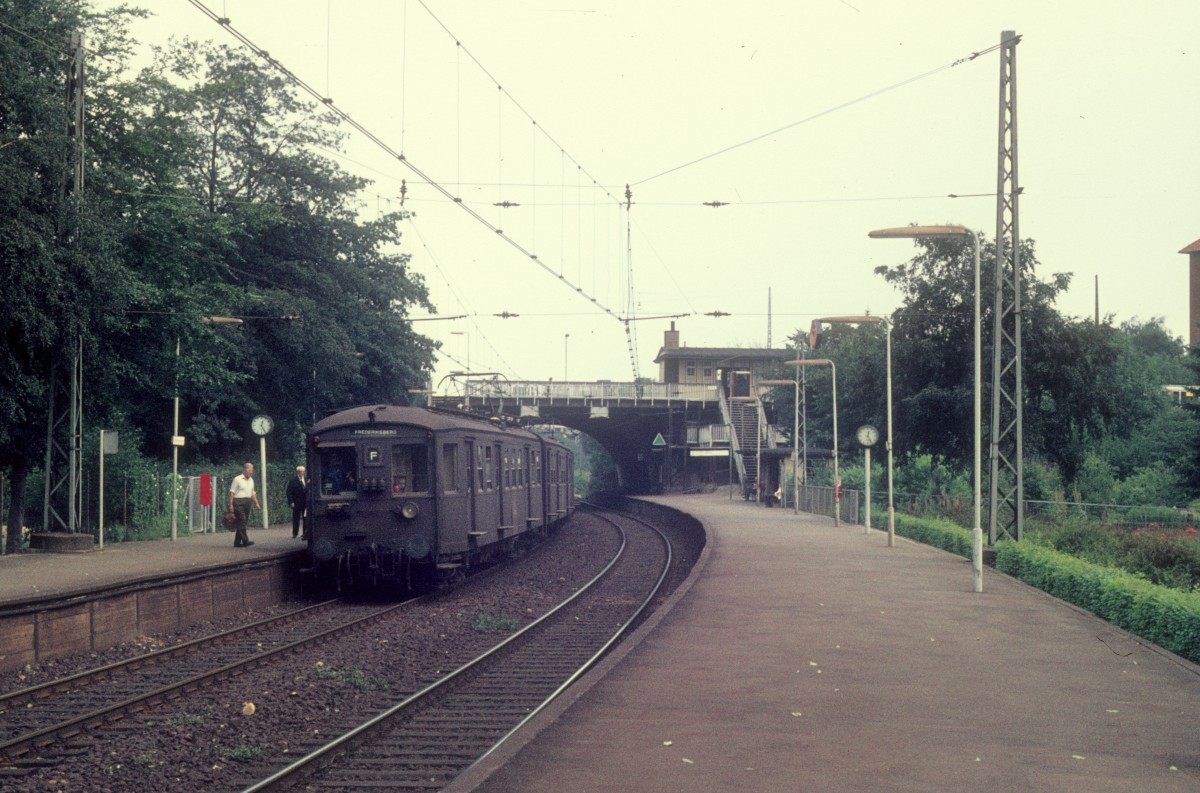
1975年8月时的本站。图中列车为当时使用第一代哥本哈根市郊铁路列车（现已退役）的哥本哈根市郊铁路F线列车。
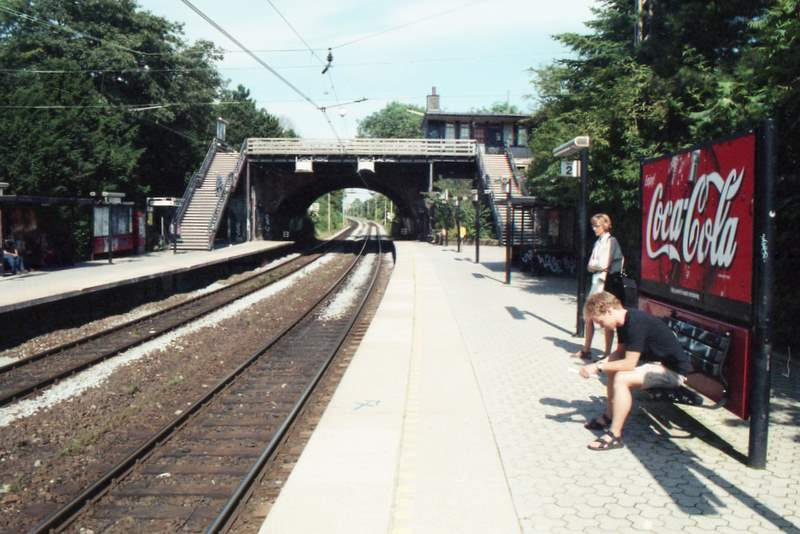
20世纪90年代末的格伦达尔站站台和股道
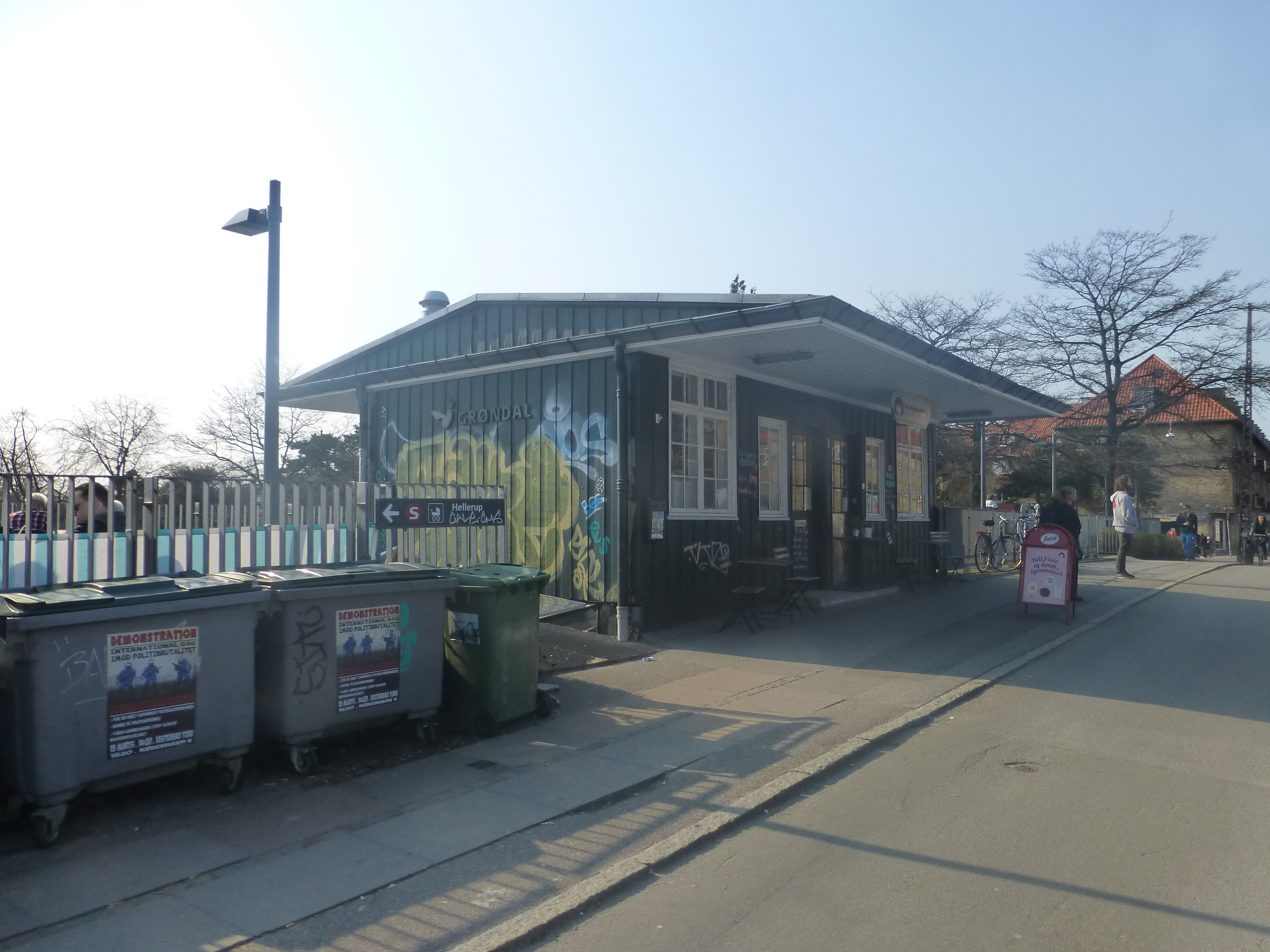
已改为咖啡馆的原格伦达尔站站房正面（朝向戈特霍布路（丹麥語：Godthåbsvej）的一面），2014年3月29日拍摄。
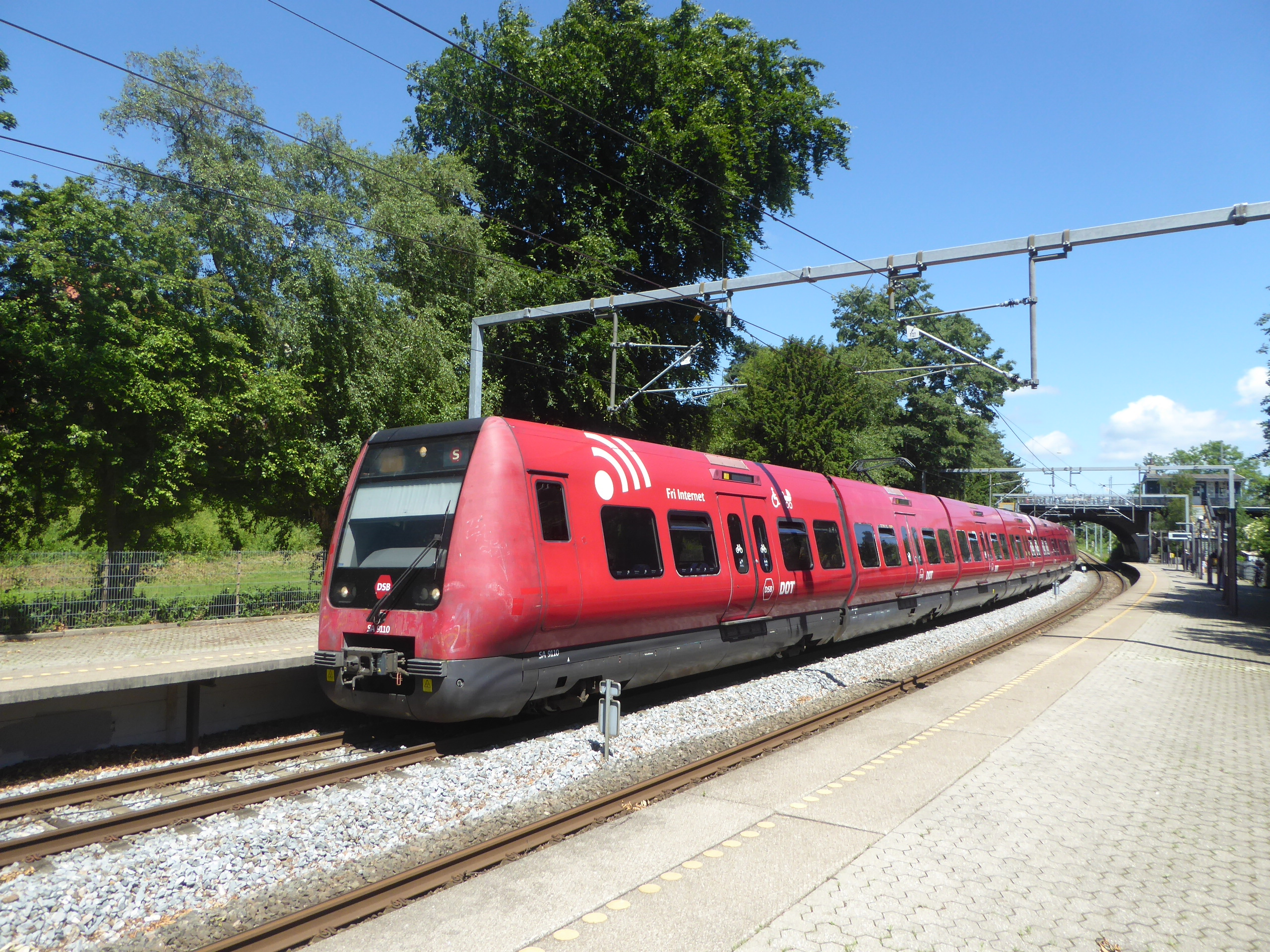
使用“丹麦国铁SA型电力动车组”的哥本哈根市郊铁路F线列车在途径格伦达尔站，2017年6月18日拍摄。
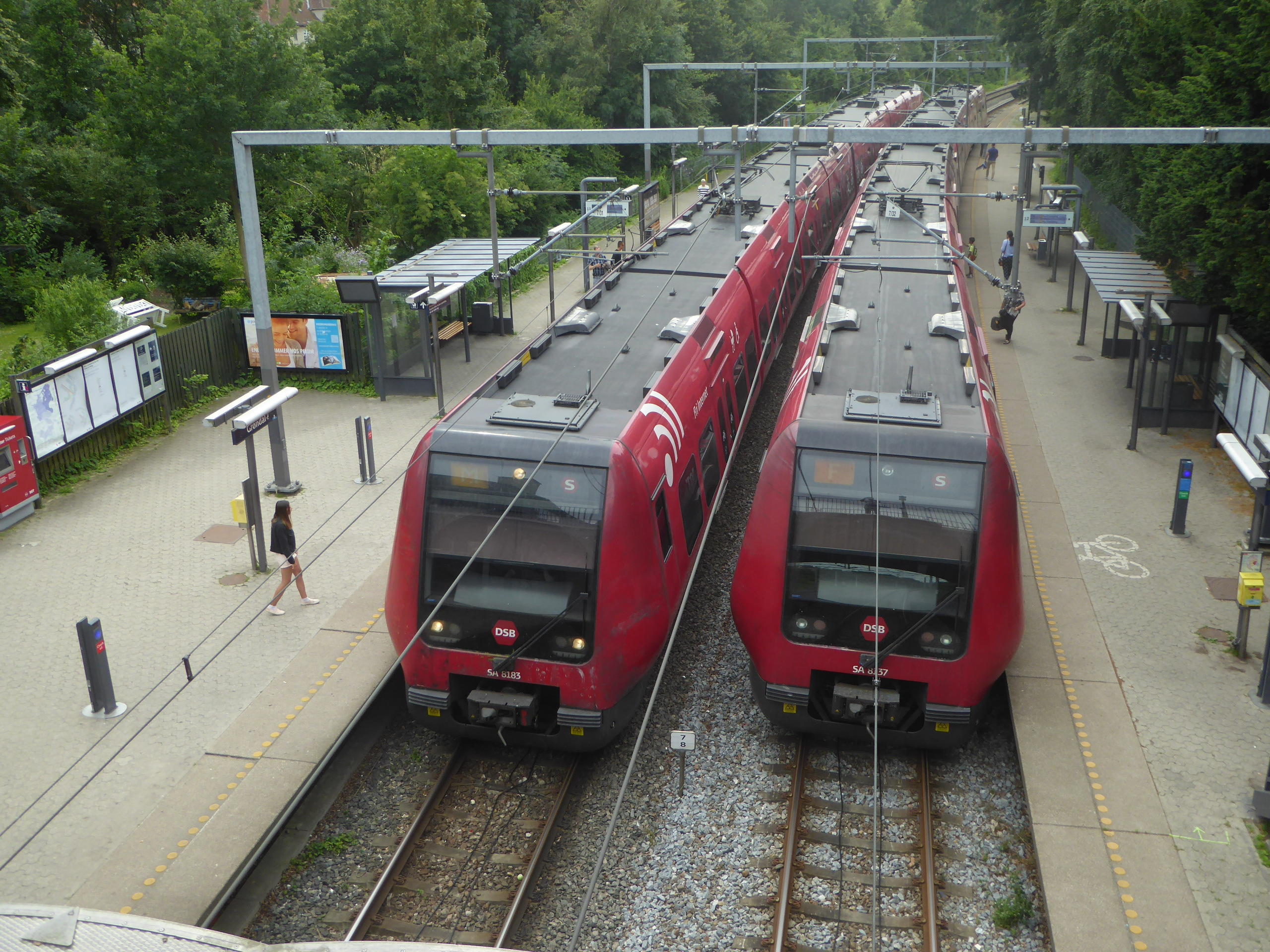
2017年7月10日时的格伦达尔站。左侧列车为哥本哈根市郊铁路M线（现已停运）列车，右侧列车为哥本哈根市郊铁路F线列车。

## 外部連結
- 丹麦国家铁路官网对本站的介绍 （页面存档备份，存于）（丹麦文）a